# Черкасский планетарий

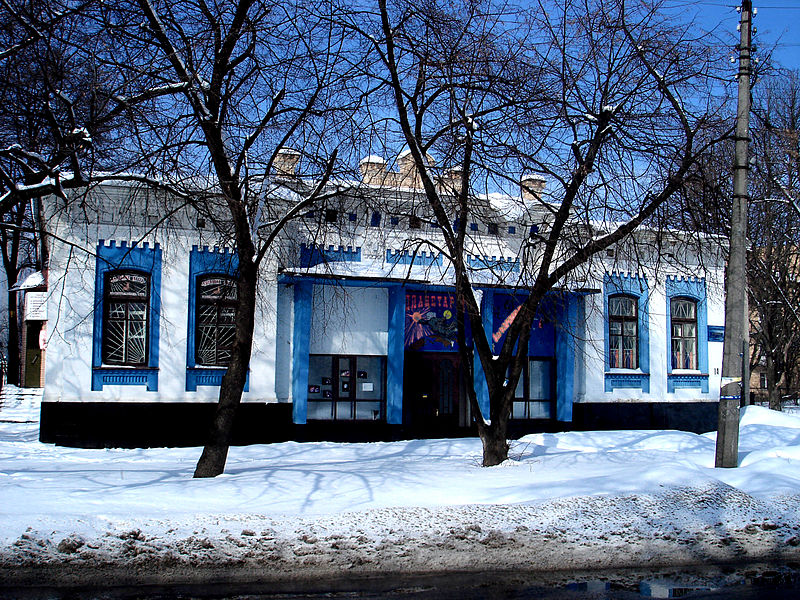
Черкасский планетарий в марте 2010

Черкасский планетарий — планетарий в городе Черкассы.
Это заведение находится в доме Лысака, который вначале XX века принадлежал Лысаку, потом тут были мастерские трудовой школы № 1, в 1930-34 гг. — техникум, а вскоре неполная средняя школа № 15.
Черкасский планетарий является экскурсионным объектом города, как и остальные подобные заведения, он рассчитан на аудиторию детей школьного возраста. Под его куполом можно увидеть имитацию космических явлений — падающие звёзды, полярное сияние, кометы и даже солнечное затмение, а также осуществить небольшое воображаемое «космическое путешествие».